# Caffeomanzia

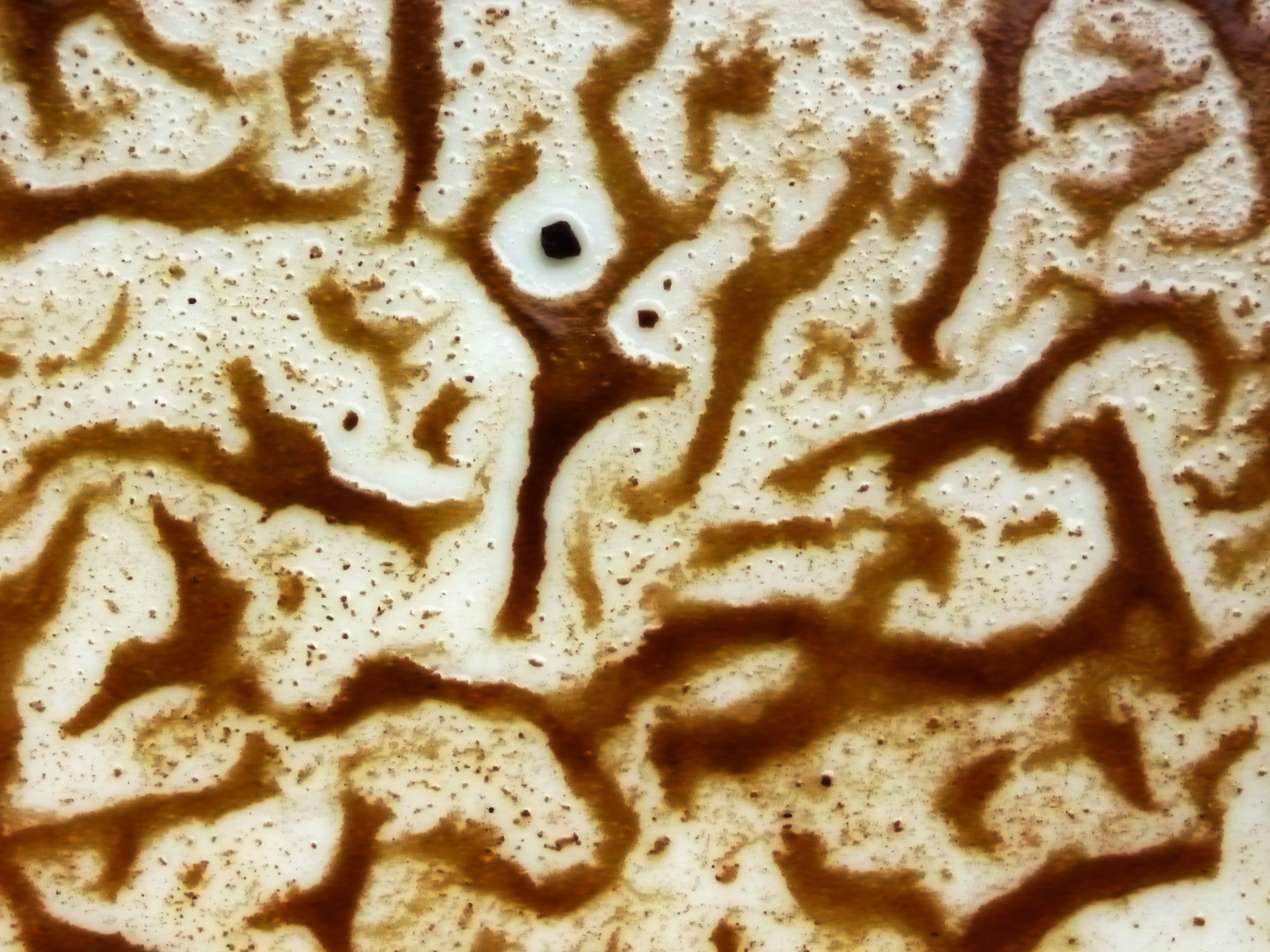
Fondi di caffè in una tazzina di porcellana

La caffeomanzia o coffeamanzia è un'arte divinatoria effettuata tramite la lettura dei fondi di caffè e rientra nel novero della tasseomanzia.

## Storia
Di probabile origine mesopotamica, questa pratica si è diffusa durante la massima espansione dell'Impero ottomano, dapprima nei Balcani e poi in Europa Centrale verso la fine del XVII secolo a seguito delle campagne militari ottomane.

## Procedimenti

### Col caffè turco
Il caffè utilizzato maggiormente allo scopo è il cosiddetto caffè turco, ottenuto da una miscela di polvere finissima di caffè e acqua, portata ad ebollizione in un pentolino di metallo.
La miscela così ottenuta va servita in una tazzina di porcellana bianca con piattino, fatta decantare, raffreddare e infine bevuta senza zuccherare.
Si beve la sola parte liquida del caffè, lasciando sul fondo della tazzina i residui della miscela di caffè e acqua, difficile da deglutire.
A questo punto il bevitore chiude la tazzina col il piattino rovesciato appoggiandovi sopra le dita della mano e compiendo delle brevi rotazioni della tazzina, mentre si concentra sugli aspetti che desidera conoscere. Quando si sente pronto, capovolge la tazzina e il piattino sul tavolo.
La tazzina si lascia riposare sempre capovolta sul piattino fino a quando il suo fondo non si è raffreddato, appoggiandovi un dito per saggiarne ancora il calore.
Quando il fondo della tazzina è sufficientemente freddo, la si ribalta e si procede alla lettura.

### Col caffè greco

Esempio di lettura del caffè greco

Un altro caffè utilizzato allo scopo è il cosiddetto caffè greco, ovvero quello ottenuto una miscela finissima di caffè con tostatura chiara. 3 cucchiaini di caffè vanno sciolti nell'acqua portata ad ebollizione in un pentolino di metallo, con aggiunta di 2 o 3 cucchiaini di zucchero.
La miscela così ottenuta va servita in una tazzina di porcellana bianca. Si aspetta un minuto per far decantare la bevanda. Lo zucchero, oltre ad essere un dolcificante, ha pure la funzione di collante per mantenere unite le immagini che verranno create dai fondi. Il caffè va bevuto ancora caldo prendendo 3 o 4 sorsi e variando la posizione della bocca sulla tazzina.
Si beve metà del caffè, lasciando nella tazzina l'altra metà liquida che contiene anche tutti i fondi residui della miscela di caffè.
A questo punto il bevitore prende la tazzina del caffè e sorseggia 3 o 4 volte concentrandosi su cosa gli interessa. Un pensiero per ogni sorso di caffè.  Quando si sente pronto, prende la tazzina e con movimento rotatorio della mano fa roteare il caffè che si trova nella tazzina.
Dopo 5 o 6 rotazioni capovolge la tazzina sopra ad un piatto (senza toccarlo) per scaricare il caffè. A questo punto, la tazzina può essere
appoggiata su un fazzoletto di carta.
Si lascia riposare la tazzina sempre capovolta sul fazzoletto di carta per circa 3 minuti, sino a quando i fondi di caffè sono diventati asciutti e stabili.
Durante i movimenti rotatori della tazzina, parte del caffè tende a fuoriuscire e a depositarsi anche all'esterno della tazzina formando delle immagini. Per la lettura si procede dall'esterno e poi si passa all'interno ribaltando la tazzina.

## Divinazione e lettura
Il metodo più diffuso legge solo le figure che si sono disegnate all'interno della tazzina.
Queste rappresentano il futuro.
I residui scivolati nel piattino, invece, rappresentano la situazione attuale.
È bene non muovere il piattino in quanto la posizione in cui le figure si presentano ha un aspetto fondamentale per la divinazione.
Chi effettua la divinazione deve concentrarsi, roteare la tazzina fra le mani, per cercare di interpretare i segni consolidati sulle pareti interne della tazza.
Le figure si distinguono in:
- positive, quelle chiare
- negative, quelle scure e dense

L'individuazione del soggetto rappresentato dalle figure deve essere un procedimento spontaneo e deve richiamare alla mente l'immagine della figura nella sua realtà.
I numeri che si sono formati indicano il tempo (ore, giorni, mesi, anni) entro il quale si verificheranno gli eventi.
A volte il numero può indicare il numero delle persone coinvolte, come nel film Il bagno turco di Ferzan Özpetek. Altre pellicole in cui si fa riferimento alla caffeomanzia  sono The Water Diviner e Angela.

## Interpretazione dei simboli
I significati più diffusi sono elencati qui sotto:
- aereo: partenza improvvisa
- ali: la giornata trascorrerà in modo rapido
- anatra: restituzione di denaro prestato
- ancora: possibile viaggio, o rapporti con l'estero o persone straniere
- anello: una riuscita totale, un accordo raggiunto, intesa perfetta
- ape: un successo, una buona notizia in arrivo
- arco: cattive notizie
- asino: caparbietà contro ogni possibile logica, ostinazione
- balena: successo professionale
- barca: visita in arrivo
- bilancia: aspetti legali, rapporti con la giustizia
- bottiglia: momenti piacevoli
- candela: aiuti e sostegno
- cappello: in arrivo un cambiamento
- carriola: momenti di gioia con amici
- casseruola: grande amore in arrivo
- cavallo: in arrivo amore
- cerchio: realizzazioni sentimentali e professionali, successo
- chiave: nuove ed inattese prospettive, sviluppi
- coltello: ostacoli e difficoltà
- coniglio: dovrai acquistare coraggio e pazienza, codardia, viltà
- corona: successo personale
- croce: noie, preoccupazioni, problemi, salute cagionevole,
- cuore: qualcuno ti darà una prova d'amore, amore ricambiato
- falce: delusioni sentimentali, depressione
- farfalle: spensieratezza, buon umore
- fiore: desiderio che si realizza, successo
- foglie: prosperità, denaro in abbondanza
- forbici: litigio, affari legali
- freccia: notizia sconvolgente e improvvisa
- gatto: rapporti con persone ipocrite, monito
- libro: prudenza, agire solo dopo aver ascoltato dei consigli
- linea: giornata tranquilla, se è diritta; se è curva, imprevisti; se è sinuosa, giornata instabile; se è rivolta verso l'alto ottimismo; se è rivolta verso il basso pessimismo.
- luna: crescente: buone notizie; calante: cattive notizie.
- mano: visita di un amico, novità
- mela: denaro, successi economici
- montagna: superbia, ambizioni
- numero: il numero che compare indica tra quanti giorni succede qualcosa di importante
- nuvole: imprevisti, contrattempi, ritardi
- occhio: invidia, qualcuno ti osserva
- orso: forza
- piuma: instabilità
- quadrato: regali, situazione agiata e solida
- ragno: insicurezza, segreto svelato
- rana: cambiamento benefico
- ruota: fortuna, gioia, successi
- scale: evoluzioni, progressi
- scure:  ostacoli, problemi da affrontare
- serpente: invidia, qualcuno cercherà di farti del male
- stella: in arrivo cambiamenti positivi, successi
- stivale: novità, successi, riuscita nelle nuove imprese
- tavola: incontro in famiglia, nascite
- triangolo: con la punta rivolta verso l'alto, riuscita di un progetto; con la punta rivolta verso il basso significa fallimento del progetto.
- tridente: successo, arricchimento, desideri realizzati
- trifoglio: fortuna
- uovo: grandi successi, denaro, soddisfazione
- volto: una persona ti pensa intensamente